# Лауреати Державної премії України в галузі науки і техніки (2005)
Державна премія України в галузі науки і техніки — лауреати 2005 року.
На підставі подання Комітету з Державних премій України в галузі науки і техніки Президент України Віктор Ющенко видав Указ № 1782/2005 від 19 грудня 2005 року «Про присудження Державних премій України в галузі науки і техніки 2005 року».
На 2005 рік розмір Державної премії України в галузі науки і техніки склав 100 000 гривень кожна.

## Лауреати Державної премії України в галузі науки і техніки 2005 року
| Премійована робота | Лауреати                          | Коротко про лауреата |
| --- | --------------------------------- | --- |
| За цикл монографій «Розробка нових математичних моделей, методів та інформаційних технологій для розв'язування задач трансобчислювальної складності»                                                           | Згуровський Михайло Захарович     | академік Національної академії наук України, ректор Національного технічного університету України «Київський політехнічний інститут»                                                                            |
| За цикл монографій «Розробка нових математичних моделей, методів та інформаційних технологій для розв'язування задач трансобчислювальної складності»                                                           | Сергієнко Іван Васильович         | академік Національної академії наук України, директор Інституту кібернетики імені В. М. Глушкова НАН України |
| За цикл монографій «Розробка нових математичних моделей, методів та інформаційних технологій для розв'язування задач трансобчислювальної складності»                                                           | Дейнека Василь Степанович         | член-кореспондент Національної академії наук України, завідувач відділу Інституту кібернетики імені В. М. Глушкова НАН України                                                                                  |
| За цикл монографій «Розробка нових математичних моделей, методів та інформаційних технологій для розв'язування задач трансобчислювальної складності»                                                           | Скопецький Василь Васильович      | член-кореспондент Національної академії наук України, завідувач відділу Інституту кібернетики імені В. М. Глушкова НАН України                                                                                  |
| За цикл монографій «Розробка нових математичних моделей, методів та інформаційних технологій для розв'язування задач трансобчислювальної складності»                                                           | Гладкий Анатолій Васильович       | доктор фізико-математичних наук, провідний науковий співробітник Інституту кібернетики імені В. М. Глушкова НАН України                                                                                         |
| За цикл монографій «Розробка нових математичних моделей, методів та інформаційних технологій для розв'язування задач трансобчислювальної складності»                                                           | Шило Володимир Петрович           | доктор фізико-математичних наук, провідний науковий співробітник Інституту кібернетики імені В. М. Глушкова НАН України                                                                                         |
| За цикл монографій «Розробка нових математичних моделей, методів та інформаційних технологій для розв'язування задач трансобчислювальної складності»                                                           | Мельник Валерій Сергійович        | доктор фізико-математичних наук, заступник директора Навчально-наукового комплексу «Інститут прикладного системного аналізу» Національного технічного університету України «Київський політехнічний інститут»   |
| За цикл монографій «Розробка нових математичних моделей, методів та інформаційних технологій для розв'язування задач трансобчислювальної складності»                                                           | Новіков Олексій Миколайович       | доктор технічних наук, провідний науковий співробітник Навчально-наукового комплексу «Інститут прикладного системного аналізу» Національного технічного університету України «Київський політехнічний інститут» |
| За цикл наукових праць «Розв'язання проблем раціонального природокористування методами аерокосмічного зондування Землі та моделювання геодинамічних процесів»                                                  | Федоровський Олександр Дмитрович  | член-кореспондент Національної академії наук України, головний науковий співробітник Центру аерокосмічних досліджень Землі Інституту геологічних наук НАН України                                               |
| За цикл наукових праць «Розв'язання проблем раціонального природокористування методами аерокосмічного зондування Землі та моделювання геодинамічних процесів»                                                  | Паталаха Євген Іванович           | член-кореспондент Національної академії наук України, виконувач обов'язків завідувача відділу Відділення морської геології та осадочного рудоутворення НАН України                                              |
| За цикл наукових праць «Розв'язання проблем раціонального природокористування методами аерокосмічного зондування Землі та моделювання геодинамічних процесів»                                                  | Довгий Станіслав Олексійович      | член-кореспондент Національної академії наук України, перший заступник Голови Комітету Верховної Ради України                                                                                                   |
| За цикл наукових праць «Розв'язання проблем раціонального природокористування методами аерокосмічного зондування Землі та моделювання геодинамічних процесів»                                                  | Попов Михайло Олексійович         | доктор технічних наук, заступник директора Центру аерокосмічних досліджень Землі Інституту геологічних наук НАН України                                                                                         |
| За цикл наукових праць «Розв'язання проблем раціонального природокористування методами аерокосмічного зондування Землі та моделювання геодинамічних процесів»                                                  | Сахацький Олексій Ілліч           | кандидат геолого-мінералогічних наук, провідний науковий співробітник Центру аерокосмічних досліджень Землі Інституту геологічних наук НАН України                                                              |
| За цикл наукових праць «Розв'язання проблем раціонального природокористування методами аерокосмічного зондування Землі та моделювання геодинамічних процесів»                                                  | Трофимчук Олександр Миколайович   | доктор технічних наук, заступник директора Інституту телекомунікацій та глобального інформаційного простору НАН України                                                                                         |
| За цикл наукових праць «Розв'язання проблем раціонального природокористування методами аерокосмічного зондування Землі та моделювання геодинамічних процесів»                                                  | Рокитянський Ігор Іванович        | доктор фізико-математичних наук, головний науковий співробітник Інституту геофізики імені С. І. Субботіна НАН України                                                                                           |
| За цикл наукових праць «Розв'язання проблем раціонального природокористування методами аерокосмічного зондування Землі та моделювання геодинамічних процесів»                                                  | Коротаєв Геннадій Костянтинович   | доктор фізико-математичних наук, заступник директора Морського гідрофізичного інституту НАН України |
| За цикл наукових праць «Розв'язання проблем раціонального природокористування методами аерокосмічного зондування Землі та моделювання геодинамічних процесів»                                                  | Мотижев Сергій Володимирович      | кандидат технічних наук, провідний науковий співробітник Морського гідрофізичного інституту НАН України |
| За цикл наукових праць «Розв'язання проблем раціонального природокористування методами аерокосмічного зондування Землі та моделювання геодинамічних процесів»                                                  | Греков Леонід Дмитрович           | кандидат фізико-математичних наук, завідувачу відділу Інституту проблем національної безпеки |
| За розробку, створення, освоєння виробництва та впровадження сімейства моделей вітчизняних сучасних пасажирських вагонів для швидкісних перевезень                                                             | Пшінько Олександр Миколайович     | доктор технічних наук, ректор Дніпропетровського національного університету залізничного транспорту імені академіка В. Лазаряна                                                                                 |
| За розробку, створення, освоєння виробництва та впровадження сімейства моделей вітчизняних сучасних пасажирських вагонів для швидкісних перевезень                                                             | Мямлін Сергій Віталійович         | доктор технічних наук, проректор Дніпропетровського національного університету залізничного транспорту імені академіка В. Лазаряна                                                                              |
| За розробку, створення, освоєння виробництва та впровадження сімейства моделей вітчизняних сучасних пасажирських вагонів для швидкісних перевезень                                                             | Приходько Володимир Іванович      | кандидат технічних наук, голова спостережної ради відкритого акціонерного товариства «Крюківський вагонобудівний завод»                                                                                         |
| За розробку, створення, освоєння виробництва та впровадження сімейства моделей вітчизняних сучасних пасажирських вагонів для швидкісних перевезень                                                             | Донченко Анатолій Володимирович   | кандидат технічних наук, директор державного Українського науково-дослідного інституту вагонобудування |
| За розробку, створення, освоєння виробництва та впровадження сімейства моделей вітчизняних сучасних пасажирських вагонів для швидкісних перевезень                                                             | Шкабров Олег Анатолійович         | головний конструктор відкритого акціонерного товариства «Крюківський вагонобудівний завод» |
| За розробку, створення, освоєння виробництва та впровадження сімейства моделей вітчизняних сучасних пасажирських вагонів для швидкісних перевезень                                                             | Ігнатов Георгій Сергійович        | заступник головного конструктора відкритого акціонерного товариства «Крюківський вагонобудівний завод» |
| За розробку, створення, освоєння виробництва та впровадження сімейства моделей вітчизняних сучасних пасажирських вагонів для швидкісних перевезень                                                             | Високолян Микола Васильович       | головний зварювальник відкритого акціонерного товариства «Крюківський вагонобудівний завод» |
| За розробку, створення, освоєння виробництва та впровадження сімейства моделей вітчизняних сучасних пасажирських вагонів для швидкісних перевезень                                                             | Федюшин Юрій Михайлович           | заступник генерального директора Державної адміністрації залізничного транспорту України |
| За розробку, створення, освоєння виробництва та впровадження сімейства моделей вітчизняних сучасних пасажирських вагонів для швидкісних перевезень                                                             | Лобойко Леонід Михайлович         | перший заступник начальника Головного пасажирського управління Державної адміністрації залізничного транспорту України                                                                                          |
| За розробку, створення, освоєння виробництва та впровадження сімейства моделей вітчизняних сучасних пасажирських вагонів для швидкісних перевезень                                                             | Макаренко Валентин Миколайович    | генеральний директор Науково-виробничого підприємства «Хартрон-Експрес ЛТД» |
| За екосистемний моніторинг вірусних інфекцій: діагностика та профілактика | Бойко Анатолій Леонідович         | доктор біологічних наук, професор Київського національного університету імені Тараса Шевченка |
| За екосистемний моніторинг вірусних інфекцій: діагностика та профілактика | Поліщук Валерій Петрович          | доктор біологічних наук, завідувач кафедри Київського національного університету імені Тараса Шевченка |
| За екосистемний моніторинг вірусних інфекцій: діагностика та профілактика | Князєва Нінель Аркадіївна         | кандидат біологічних наук, старший науковий співробітник Київського національного університету імені Тараса Шевченка                                                                                            |
| За екосистемний моніторинг вірусних інфекцій: діагностика та профілактика | Патика Володимир Пилипович        | доктор біологічних наук, директор Інституту агроекології та біотехнології |
| За екосистемний моніторинг вірусних інфекцій: діагностика та профілактика | Старчеус Анатолій Павлович        | доктор ветеринарних наук, провідний науковий співробітник Інституту ветеринарної медицини |
| За екосистемний моніторинг вірусних інфекцій: діагностика та профілактика | Карпов Олександр Вікторович       | доктор біологічних наук, доцент Національного університету харчових технологій |
| За екосистемний моніторинг вірусних інфекцій: діагностика та профілактика | Співак Микола Якович              | доктор біологічних наук, завідувачу відділу Інституту мікробіології і вірусології імені Д. К. Заболотного НАН України                                                                                           |
| За екосистемний моніторинг вірусних інфекцій: діагностика та профілактика | Лазаренко Людмила Миколаївна      | кандидат біологічних наук, старший науковий співробітник Інституту мікробіології і вірусології імені Д. К. Заболотного НАН України                                                                              |
| За екосистемний моніторинг вірусних інфекцій: діагностика та профілактика | Смирнов Валерій Веніамінович      | академік Національної академії наук України (посмертно) |
| За розробку фізико-металургійних і технологічних основ виготовлення та обробки титану і сплавів на його основі та їх впровадження у промисловість України                                                      | Івасишин Орест Михайлович         | академік Національної академії наук України, заступник директора Інституту металофізики імені Г. В. Курдюмова НАН України                                                                                       |
| За розробку фізико-металургійних і технологічних основ виготовлення та обробки титану і сплавів на його основі та їх впровадження у промисловість України                                                      | Фірстов Сергій Олексійович        | член-кореспондент Національної академії наук України, заступник директора Інституту проблем матеріалознавства імені І. М. Францевича НАН України                                                                |
| За розробку фізико-металургійних і технологічних основ виготовлення та обробки титану і сплавів на його основі та їх впровадження у промисловість України                                                      | Тригуб Микола Петрович            | доктор технічних наук, завідувач відділу Інституту електрозварювання імені Є. О. Патона НАН України |
| За розробку фізико-металургійних і технологічних основ виготовлення та обробки титану і сплавів на його основі та їх впровадження у промисловість України                                                      | Замков Вадим Миколайович          | доктор технічних наук, завідувач відділу Інституту електрозварювання імені Є. О. Патона НАН України |
| За розробку фізико-металургійних і технологічних основ виготовлення та обробки титану і сплавів на його основі та їх впровадження у промисловість України                                                      | Ахонін Сергій Володимирович       | доктор технічних наук, старший науковий співробітник Інституту електрозварювання імені Є. О. Патона НАН України                                                                                                 |
| За розробку фізико-металургійних і технологічних основ виготовлення та обробки титану і сплавів на його основі та їх впровадження у промисловість України                                                      | Трофімов В'ячеслав Анатолійович   | доктор технічних наук, головний конструктор Державного підприємства «Авіаційний науково-технічний комплекс імені О. К. Антонова»                                                                                |
| За розробку фізико-металургійних і технологічних основ виготовлення та обробки титану і сплавів на його основі та їх впровадження у промисловість України                                                      | Телін Владислав Володимирович     | кандидат технічних наук, генеральний директор казенного підприємства «Запорізький титано-магнієвий комбінат» |
| За розробку фізико-металургійних і технологічних основ виготовлення та обробки титану і сплавів на його основі та їх впровадження у промисловість України                                                      | Петронько Анатолій Миколайович    | кандидат технічних наук, головний спеціаліст-консультант Державного науково-дослідного та проектного інституту титану                                                                                           |
| За розробку фізико-металургійних і технологічних основ виготовлення та обробки титану і сплавів на його основі та їх впровадження у промисловість України                                                      | Антонов Сергій Миколайович        | заступник генерального директора закритого акціонерного товариства "Завод «Сетаб Нікополь» |
| За розробку фізико-металургійних і технологічних основ виготовлення та обробки титану і сплавів на його основі та їх впровадження у промисловість України                                                      | Жуков Олег Аркадійович            | начальник бюро відкритого акціонерного товариства "Феодосійська суднобудівна компанія «Море» |
| За розробку і впровадження наукоємних технологій і практичних методів реконструкції гідроелектростанцій України для підвищення їх техніко-екологічної безпеки та енергоефективності в об'єднаній енергосистемі | Мислович Михайло Володимирович    | доктор технічних наук, завідувач відділу Інституту електродинаміки НАН України |
| За розробку і впровадження наукоємних технологій і практичних методів реконструкції гідроелектростанцій України для підвищення їх техніко-екологічної безпеки та енергоефективності в об'єднаній енергосистемі | Сопель Михайло Федорович          | кандидат технічних наук, старший науковий співробітник Інституту електродинаміки НАН України |
| За розробку і впровадження наукоємних технологій і практичних методів реконструкції гідроелектростанцій України для підвищення їх техніко-екологічної безпеки та енергоефективності в об'єднаній енергосистемі | Бугаєць Анатолій Олександрович    | кандидат технічних наук, генеральний директор відкритого акціонерного товариства «Турбоатом» |
| За розробку і впровадження наукоємних технологій і практичних методів реконструкції гідроелектростанцій України для підвищення їх техніко-екологічної безпеки та енергоефективності в об'єднаній енергосистемі | Поташник Семен Ізраїльович        | кандидат технічних наук, голова правління відкритого акціонерного товариства «Укргідроенерго» |
| За розробку і впровадження наукоємних технологій і практичних методів реконструкції гідроелектростанцій України для підвищення їх техніко-екологічної безпеки та енергоефективності в об'єднаній енергосистемі | Баталов Анатолій Григорович       | заступник директора Державного підприємства "Національна енергетична компанія «Укренерго» |
| За розробку і впровадження наукоємних технологій і практичних методів реконструкції гідроелектростанцій України для підвищення їх техніко-екологічної безпеки та енергоефективності в об'єднаній енергосистемі | Гуревич Роман Йосипович           | перший заступник голови правління відкритого акціонерного товариства «Укргідропроект» |
| За розробку і впровадження наукоємних технологій і практичних методів реконструкції гідроелектростанцій України для підвищення їх техніко-екологічної безпеки та енергоефективності в об'єднаній енергосистемі | Бондаренко Юрій Миколайович       | голова правління закритого акціонерного товариства "Акціонерна компанія «Енпаселектро» |
| За розробку і впровадження наукоємних технологій і практичних методів реконструкції гідроелектростанцій України для підвищення їх техніко-екологічної безпеки та енергоефективності в об'єднаній енергосистемі | Грубий Олександр Петрович         | головний конструктор Державного підприємства завод «Електроважмаш» |
| За розробку і впровадження наукоємних технологій і практичних методів реконструкції гідроелектростанцій України для підвищення їх техніко-екологічної безпеки та енергоефективності в об'єднаній енергосистемі | Шевчук Володимир Миколайович      | директор філії «Дністровська ГЕС» відкритого акціонерного товариства «Укргідроенерго» |
| За колективні механізми нагріву та перенесення плазми в тороїдальних магнітних пастках | Загородній Анатолій Глібович      | член-кореспондент Національної академії наук України, директор Інституту теоретичної фізики імені М. М. Боголюбова НАН України                                                                                  |
| За колективні механізми нагріву та перенесення плазми в тороїдальних магнітних пастках | Засенко Володимир Іванович        | кандидат фізико-математичних наук, заступник директора Інституту теоретичної фізики імені М. М. Боголюбова НАН України                                                                                          |
| За колективні механізми нагріву та перенесення плазми в тороїдальних магнітних пастках | Степанов Костянтин Миколайович    | член-кореспондент Національної академії наук України, начальник відділу Національного наукового центру «Харківський фізико-технічний інститут» НАН України                                                      |
| За колективні механізми нагріву та перенесення плазми в тороїдальних магнітних пастках | Волков Євген Дмитрович            | доктор фізико-математичних наук, начальник відділу Національного наукового центру «Харківський фізико-технічний інститут» НАН України                                                                           |
| За колективні механізми нагріву та перенесення плазми в тороїдальних магнітних пастках | Чечкін Віктор Васильович          | доктор фізико-математичних наук, провідний науковий співробітник Національного наукового центру «Харківський фізико-технічний інститут» НАН України                                                             |
| За колективні механізми нагріву та перенесення плазми в тороїдальних магнітних пастках | Швець Олег Михайлович             | доктор фізико-математичних наук, провідний науковий співробітник Національного наукового центру «Харківський фізико-технічний інститут» НАН України                                                             |
| За колективні механізми нагріву та перенесення плазми в тороїдальних магнітних пастках | Назаров Микола Ігнатович          | кандидат фізико-математичних наук, провідний науковий співробітник Національного наукового центру «Харківський фізико-технічний інститут» НАН України                                                           |
| За колективні механізми нагріву та перенесення плазми в тороїдальних магнітних пастках | Касілов Сергій Валентинович       | кандидат фізико-математичних наук, старший науковий співробітник Національного наукового центру «Харківський фізико-технічний інститут» НАН України                                                             |
| За колективні механізми нагріву та перенесення плазми в тороїдальних магнітних пастках | Скибенко Анатолій Іванович        | кандидат фізико-математичних наук, старший науковий співробітник Національного наукового центру «Харківський фізико-технічний інститут» НАН України                                                             |
| За колективні механізми нагріву та перенесення плазми в тороїдальних магнітних пастках | Михайленко Володимир Степанович   | доктор фізико-математичних наук, професор Харківського національного університету імені В. Н. Каразіна |
| За розробку наукових основ промислового грибівництва та їх практичну реалізацію в аграрному комплексі України                                                                                                  | Дудка Ірина Олександрівна         | доктор біологічних наук, завідувач відділу Інституту ботаніки імені М. Г. Холодного НАН України |
| За розробку наукових основ промислового грибівництва та їх практичну реалізацію в аграрному комплексі України                                                                                                  | Бісько Ніна Анатоліївна           | доктор біологічних наук, провідний науковий співробітник Інституту ботаніки імені М. Г. Холодного НАН України                                                                                                   |
| За розробку наукових основ промислового грибівництва та їх практичну реалізацію в аграрному комплексі України                                                                                                  | Митропольська Надія Юріївна       | кандидат біологічних наук, старший науковий співробітник Інституту ботаніки імені М. Г. Холодного НАН України                                                                                                   |
| За розробку наукових основ промислового грибівництва та їх практичну реалізацію в аграрному комплексі України                                                                                                  | Білай Віктор Тарасович            | кандидат біологічних наук, старший науковий співробітник Інституту ботаніки імені М. Г. Холодного НАН України                                                                                                   |
| За розробку наукових основ промислового грибівництва та їх практичну реалізацію в аграрному комплексі України                                                                                                  | Єжов Валерій Микитович            | доктор технічних наук, директор Нікітського ботанічного саду — Національного наукового центру |
| За розробку наукових основ промислового грибівництва та їх практичну реалізацію в аграрному комплексі України                                                                                                  | Приліпка Олексій Васильович       | кандидат економічних наук, генеральний директор державного підприємства "Науково-дослідний виробничий агрокомбінат «Пуща-Водиця»                                                                                |
| За розробку наукових основ промислового грибівництва та їх практичну реалізацію в аграрному комплексі України                                                                                                  | Іваненко Петро Пилипович          | кандидат технічних наук, головний науковий співробітник державного підприємства "Науково-дослідний виробничий агрокомбінат «Пуща-Водиця»                                                                        |
| За розробку наукових основ промислового грибівництва та їх практичну реалізацію в аграрному комплексі України                                                                                                  | Цизь Олександр Михайлович         | кандидат сільськогосподарських наук, старший науковий співробітник державного підприємства "Науково-дослідний виробничий агрокомбінат «Пуща-Водиця»                                                             |
| За розробку наукових основ промислового грибівництва та їх практичну реалізацію в аграрному комплексі України                                                                                                  | Гончаренко Микола Миколайович     | головний інженер державного підприємства "Науково-дослідний виробничий агрокомбінат «Пуща-Водиця» |
| За шеститомне видання «Енциклопедія етнокультурознавства» | Кремень Василь Григорович         | академік Національної академії наук України, президент Академії педагогічних наук України |
| За шеститомне видання «Енциклопедія етнокультурознавства» | Бітаєв Валерій Анатолійович       | доктор філософських наук, проректор Державної академії керівних кадрів культури і мистецтв |
| За шеститомне видання «Енциклопедія етнокультурознавства» | Чернець Василь Гнатович           | кандидат філософських наук, ректор Державної академії керівних кадрів культури і мистецтв |
| За шеститомне видання «Енциклопедія етнокультурознавства» | Римаренко Юрій Іванович           | доктор філософських наук, науковий консультант Державної академії керівних кадрів культури і мистецтв |
| За шеститомне видання «Енциклопедія етнокультурознавства» | Шкляр Леонід Євдокимович          | доктор політичних наук, начальник відділу Державної академії керівних кадрів культури і мистецтв |
| За цикл монографій «Геометрія і топологія скінченновимірних, нескінченновимірних многовидів і підмноговидів»                                                                                                   | Борисенко Олександр Андрійович    | член-кореспондент Національної академії наук України, завідувач кафедри Харківського національного університету імені В. Н. Каразіна                                                                            |
| За цикл монографій «Геометрія і топологія скінченновимірних, нескінченновимірних многовидів і підмноговидів»                                                                                                   | Шарко Володимир Васильович        | доктор фізико-математичних наук, завідувач відділу Інституту математики НАН України |
| За цикл монографій «Геометрія і топологія скінченновимірних, нескінченновимірних многовидів і підмноговидів»                                                                                                   | Амінов Юрій Ахметович             | доктор фізико-математичних наук, завідувачу відділу Фізико-технічного інституту низьких температур імені Б. І. Вєркіна НАН України                                                                              |
| За цикл монографій «Геометрія і топологія скінченновимірних, нескінченновимірних многовидів і підмноговидів»                                                                                                   | Кадець Михайло Йосипович          | доктор фізико-математичних наук, професор Харківської національної академії міського господарства |
| За цикл монографій «Геометрія і топологія скінченновимірних, нескінченновимірних многовидів і підмноговидів»                                                                                                   | Кадець Володимир Михайлович       | доцент Харківського національного університету імені В. Н. Каразіна |
| За цикл монографій «Геометрія і топологія скінченновимірних, нескінченновимірних многовидів і підмноговидів»                                                                                                   | Погорєлов Олексій Васильович      | академік Національної академії наук України (посмертно) |
| За цикл наукових праць «Розроблення наукових засад і практичних рекомендацій збереження біорізноманіття в контексті сталого розвитку України»                                                                  | Шеляг-Сосонко Юрій Романович      | академік Національної академії наук України, завідувач відділу Інституту ботаніки імені М. Г. Холодного НАН України                                                                                             |
| За цикл наукових праць «Розроблення наукових засад і практичних рекомендацій збереження біорізноманіття в контексті сталого розвитку України»                                                                  | Андрієнко-Малюк Тетяна Леонідівна | доктор біологічних наук, завідувач лабораторії Інституту ботаніки імені М. Г. Холодного НАН України |
| За цикл наукових праць «Розроблення наукових засад і практичних рекомендацій збереження біорізноманіття в контексті сталого розвитку України»                                                                  | Дубина Дмитро Васильович          | доктор біологічних наук, провідний науковий співробітник Інституту ботаніки імені М. Г. Холодного НАН України                                                                                                   |
| За цикл наукових праць «Розроблення наукових засад і практичних рекомендацій збереження біорізноманіття в контексті сталого розвитку України»                                                                  | Голубець Михайло Андрійович       | академік Національної академії наук України, директор Інституту екології Карпат НАН України |
| За цикл наукових праць «Розроблення наукових засад і практичних рекомендацій збереження біорізноманіття в контексті сталого розвитку України»                                                                  | Стойко Степан Михайлович          | доктор біологічних наук, провідний науковий співробітник Інституту екології Карпат НАН України |
| За цикл наукових праць «Розроблення наукових засад і практичних рекомендацій збереження біорізноманіття в контексті сталого розвитку України»                                                                  | Ніколайчук Віталій Іванович       | доктор біологічних наук, декан Ужгородського національного університету |
| За цикл наукових праць «Розроблення наукових засад і практичних рекомендацій збереження біорізноманіття в контексті сталого розвитку України»                                                                  | Малишева Наталія Рафаелівна       | доктор юридичних наук, провідний науковий співробітник Інституту держави і права імені В. М. Корецького НАН України                                                                                             |
| За цикл наукових праць «Розроблення наукових засад і практичних рекомендацій збереження біорізноманіття в контексті сталого розвитку України»                                                                  | Волошкевич Олександр Миколайович  | кандидат біологічних наук, директор Дунайського біосферного заповідника НАН України |
| За цикл наукових праць «Розроблення наукових засад і практичних рекомендацій збереження біорізноманіття в контексті сталого розвитку України»                                                                  | Мовчан Ярослав Іванович           | кандидат біологічних наук, директор департаменту Міністерства охорони навколишнього природного середовища України                                                                                               |
| За цикл наукових праць «Розроблення наукових засад і практичних рекомендацій збереження біорізноманіття в контексті сталого розвитку України»                                                                  | Олещенко В'ячеслав Іванович       | кандидат географічних наук, перший заступник Керівника Головної державно-правової служби Секретаріату Президента України                                                                                        |
| За фундаментальні дослідження впливу гіпертермії на стан імунітету та розробку нових високоефективних технологій лікування при гнійно-септичних захворюваннях у серцево-судинній та абдомінальній хірургії     | Книшов Геннадій Васильович        | член-кореспондент Національної академії наук України, директор Інституту серцево-судинної хірургії імені М. М. Амосова                                                                                          |
| За фундаментальні дослідження впливу гіпертермії на стан імунітету та розробку нових високоефективних технологій лікування при гнійно-септичних захворюваннях у серцево-судинній та абдомінальній хірургії     | Лазоришинець Василь Васильович    | доктор медичних наук, заступник директора Інституту серцево-судинної хірургії імені М. М. Амосова |
| За фундаментальні дослідження впливу гіпертермії на стан імунітету та розробку нових високоефективних технологій лікування при гнійно-септичних захворюваннях у серцево-судинній та абдомінальній хірургії     | Максименко Віталій Борисович      | доктор медичних наук, заступник директора Інституту серцево-судинної хірургії імені М. М. Амосова |
| За фундаментальні дослідження впливу гіпертермії на стан імунітету та розробку нових високоефективних технологій лікування при гнійно-септичних захворюваннях у серцево-судинній та абдомінальній хірургії     | Руденко Анатолій Вікторович       | доктор медичних наук, завідувачу відділення Інституту серцево-судинної хірургії імені М. М. Амосова |
| За фундаментальні дослідження впливу гіпертермії на стан імунітету та розробку нових високоефективних технологій лікування при гнійно-септичних захворюваннях у серцево-судинній та абдомінальній хірургії     | Воробйова Ганна Михайлівна        | доктор медичних наук, завідувачу відділу Інституту серцево-судинної хірургії імені М. М. Амосова |
| За фундаментальні дослідження впливу гіпертермії на стан імунітету та розробку нових високоефективних технологій лікування при гнійно-септичних захворюваннях у серцево-судинній та абдомінальній хірургії     | Крикунов Олексій Антонович        | кандидат медичних наук, завідувач відділення Інституту серцево-судинної хірургії імені М. М. Амосова |
| За фундаментальні дослідження впливу гіпертермії на стан імунітету та розробку нових високоефективних технологій лікування при гнійно-септичних захворюваннях у серцево-судинній та абдомінальній хірургії     | Фомін Петро Дмитрович             | доктор медичних наук, завідувачу кафедри Національного медичного університету імені О. О. Богомольця |
| За фундаментальні дослідження впливу гіпертермії на стан імунітету та розробку нових високоефективних технологій лікування при гнійно-септичних захворюваннях у серцево-судинній та абдомінальній хірургії     | Саєнко Валерій Феодосійович       | член-кореспондент Національної академії наук України, директор Інституту хірургії та трансплантології |
| За фундаментальні дослідження впливу гіпертермії на стан імунітету та розробку нових високоефективних технологій лікування при гнійно-септичних захворюваннях у серцево-судинній та абдомінальній хірургії     | Копчак Володимир Михайлович       | доктор медичних наук, завідувач відділу Інституту хірургії та трансплантології |
| За фундаментальні дослідження впливу гіпертермії на стан імунітету та розробку нових високоефективних технологій лікування при гнійно-септичних захворюваннях у серцево-судинній та абдомінальній хірургії     | Бойко Валерій Володимирович       | доктор медичних наук, директор Інституту загальної та невідкладної хірургії |
| За цикл наукових праць з дослідження, розробки і впровадження нових технологій, матеріалів і обладнання для виробництва плодово-ягідної продукції оздоровчого призначення                                      | Кондратенко Петро Васильович      | доктор сільськогосподарських наук, директор Інституту садівництва |
| За цикл наукових праць з дослідження, розробки і впровадження нових технологій, матеріалів і обладнання для виробництва плодово-ягідної продукції оздоровчого призначення                                      | Литовченко Олександр Михайлович   | доктор технічних наук, завідувач лабораторії Інституту садівництва |
| За цикл наукових праць з дослідження, розробки і впровадження нових технологій, матеріалів і обладнання для виробництва плодово-ягідної продукції оздоровчого призначення                                      | Тюрин Сергій Тимофійович          | доктор технічних наук |
| За цикл наукових праць з дослідження, розробки і впровадження нових технологій, матеріалів і обладнання для виробництва плодово-ягідної продукції оздоровчого призначення                                      | Чернявський Володимир Петрович    | директор Державного підприємства «Дніпропетровський експериментальний виноробний завод» |
| За дослідження, розробку та впровадження технологій і конструкцій маскування для ефективного захисту об'єктів від сучасної розвідки                                                                            | Ващенко Василь Пилипович          | доктор технічних наук, директор Науково-дослідного підприємства «Інститут автоматизованих систем» |
| За дослідження, розробку та впровадження технологій і конструкцій маскування для ефективного захисту об'єктів від сучасної розвідки                                                                            | Топчев Михайло Дмитрович          | перший заступник директора Науково-дослідного підприємства «Інститут автоматизованих систем» |
| За дослідження, розробку та впровадження технологій і конструкцій маскування для ефективного захисту об'єктів від сучасної розвідки                                                                            | Оніпко Олексій Федорович          | доктор технічних наук, президент Всеукраїнської громадської організації «Українська академія наук» |
| За дослідження, розробку та впровадження технологій і конструкцій маскування для ефективного захисту об'єктів від сучасної розвідки                                                                            | Колчигін Микола Миколайович       | доктор фізико-математичних наук, завідувач кафедри Харківського національного університету імені В. Н. Каразіна                                                                                                 |
| За дослідження, розробку та впровадження технологій і конструкцій маскування для ефективного захисту об'єктів від сучасної розвідки                                                                            | Іванченко Дмитро Дмитрович        | кандидат фізико-математичних наук, старший науковий співробітник Харківського національного університету імені В. Н. Каразіна                                                                                   |
| За дослідження, розробку та впровадження технологій і конструкцій маскування для ефективного захисту об'єктів від сучасної розвідки                                                                            | Кір'яков Віктор Михайлович        | кандидат технічних наук, провідний науковий співробітник Інституту електрозварювання імені Є. О. Патона НАН України                                                                                             |
| За дослідження, розробку та впровадження технологій і конструкцій маскування для ефективного захисту об'єктів від сучасної розвідки                                                                            | Сандул Валерій Якович             | кандидат технічних наук, директор Інституту системного аналізу та комп'ютерно-технологічних систем Всеукраїнської громадської організації «Українська академія наук»                                            |
| За дослідження, розробку та впровадження технологій і конструкцій маскування для ефективного захисту об'єктів від сучасної розвідки                                                                            | Васильченко Іван Іванович         | кандидат технічних наук, начальник відділу казенного підприємства «Харківське конструкторське бюро з машинобудування імені О. О. Морозова»                                                                      |
| За дослідження, розробку та впровадження технологій і конструкцій маскування для ефективного захисту об'єктів від сучасної розвідки                                                                            | Глєбов Василь Васильович          | начальник відділення казенного підприємства «Харківське конструкторське бюро з машинобудування імені О. О. Морозова»                                                                                            |
| За дослідження, розробку та впровадження технологій і конструкцій маскування для ефективного захисту об'єктів від сучасної розвідки                                                                            | Ткалич Микола Вікторович          | колишній головний конструктор Науково-дослідного підприємства «Інститут автоматизованих систем» (посмертно) |
| За підручник «Перехідні процеси в системах електропостачання». — Дніпропетровськ: Видавництво Національної гірничої академії України, 2000.-597с.:                                                             | Півняк Геннадій Григорович        | академік Національної академії наук України, ректор Національного гірничого університету |
| За підручник «Перехідні процеси в системах електропостачання». — Дніпропетровськ: Видавництво Національної гірничої академії України, 2000.-597с.:                                                             | Рибалка Анатолій Якович           | кандидат технічних наук, професор Національного гірничого університету |
| За підручник «Перехідні процеси в системах електропостачання». — Дніпропетровськ: Видавництво Національної гірничої академії України, 2000.-597с.:                                                             | Прокопенко Володимир Васильович   | кандидат технічних наук, доцент Національного технічного університету України «Київський політехнічний інститут»                                                                                                |
| За підручник «Перехідні процеси в системах електропостачання». — Дніпропетровськ: Видавництво Національної гірничої академії України, 2000.-597с.:                                                             | Несен Лариса Іванівна             | доцент Національного технічного університету України «Київський політехнічний інститут» |
| За підручник «Перехідні процеси в системах електропостачання». — Дніпропетровськ: Видавництво Національної гірничої академії України, 2000.-597с.:                                                             | Винославський Василь Миколайович  | кандидат технічних наук (посмертно) |
| За підручник «Інфекційні і паразитарні хвороби» у трьох томах. — К.: Здоров'я, 2000—2003 | Возіанова Жанна Іванівна          | доктор медичних наук, завідувач кафедри Національного медичного університету імені О. О. Богомольця |
| За підручник «Біотехнологія рослин». -К.: Поліграф-Консалтинг, 2003.-520с., іл..: | Кунах Віктор Анатолійович         | член-кореспондент Національної академії наук України, завідувачу відділу Інституту молекулярної біології і генетики НАН України                                                                                 |
| За підручник «Біотехнологія рослин». -К.: Поліграф-Консалтинг, 2003.-520с., іл..: | Мельничук Максим Дмитрович        | кандидат біологічних наук, завідувач кафедри Національного аграрного університету |
| За підручник «Біотехнологія рослин». -К.: Поліграф-Консалтинг, 2003.-520с., іл..: | Новак Тетяна Володимирівна        | кандидат сільськогосподарських наук, доцент Національного аграрного університету |